# Samas-Gruppe
Samas war ein deutsches Unternehmen mit Sitz in Worms, das auf die Herstellung und den Vertrieb von Büromöbeln spezialisiert war und zu den größten Büromöbelherstellern zählte.
Zu dem Unternehmen gehören die Marken Martin Stoll, Drabert, Fortschritt, MBT (Märkische Möbelwerke Trebbin) und Schärf. Des Weiteren werden die Sitzmöbel des Herstellers Sitag über Samas gehandelt. West- und Osteuropa sind die bedeutendsten Märkte für den Büromöbelhersteller, der dort einen Großteil seines Gesamtumsatzes generiert. Neben dem in Worms (Rheinland-Pfalz) ansässigen Produktionsstandort, der gleichzeitig die Unternehmenszentrale ist, betreibt das Unternehmen weitere Produktionsstätten in Minden (Nordrhein-Westfalen) und Trebbin (Brandenburg).

## Geschichte
Nach dem Zweiten Weltkrieg begann das Familienunternehmen Heinrich Schärf & Sohn 1949 als Schreinerbetrieb neu. 1989 wurde die Schärf OHG zur Schaerf AG umgewandelt. 1991 wurden die Märkischen Möbelwerke Trebbin übernommen. Die niederländische Samas-Gruppe übernahm die Schärf AG mit ihren 51 europäischen Unternehmen 1994. 1990 wurde Drabert übernommen, 1999 Martin Stoll. 2001 wurde das Unternehmen in die Samas Deutschland AG und Co. KG umgewandelt. Die Berliner Christ Capital AG übernahm 2009 die deutsche Sparte des niederländischen Büromöbelherstellers Samas und führte sie unter dem Namen Samas GmbH & Co.KG mit den Marken Drabert, Fortschritt, MBT, Martin Stoll und Schärf weiter. Anfang 2010 wurde das Unternehmen durch die schwedische Kinnarps AB übernommen. Der Standort Trebbin wurde dabei geschlossen.

## Samas Vertrieb und Dienstleistungen
Samas vereint heute zahlreiche namhafte europäische Büromöbelmarken, die in Deutschland, der Schweiz und einigen osteuropäischen Staaten über eine führende Marktposition verfügen. Unternehmen wie die Deutsche Bahn AG, Ernst & Young sowie T-Com sind einige Beispiele namhafter Kunden, die der Büromöbelhersteller bedient.
Die Samas GmbH & Co. KG verfügt über ein umfassendes Produktportfolio, welches komplette Arbeitsplatz-Ausstattungen beinhaltet. So bietet das Unternehmen sowohl Möbel für Empfangs-, Lounge- und Wartebereiche als auch eine enorme Bandbreite an Büro- & Konferenzstühlen, -schränken, -containern und Stellwänden.
Der Vertrieb erfolgt über ein weit verzweigtes Vertriebsnetz aus unternehmenseigenen Verkaufsläden sowie ca. 800 eigenständige Fachhändler.

## Übernahme durch Kinnarps
Gemäß Pressemitteilung wurde die Samas GmbH & Co. KG mit Firmensitz in Worms durch die Innovation Change GmbH, Berlin, am 1. Juli 2009 übernommen. Anfang 2010 erwarb das schwedische Unternehmen Kinnarps den Großteil der Samas-Gruppe. Daraus ging die Kinnarps Samas GmbH mit Sitz in Worms hervor, die seit 11. April 2011 Kinnarps GmbH heißt.